# 交響曲K.76
交響曲 ヘ長調 K.76（第43番）は、おそらくヴォルフガング・アマデウス・モーツァルトが作曲したと考えられる交響曲。

## 楽器編成
オーボエ2、ホルン2、ファゴット2、弦楽合奏。オーボエは第2楽章には登場しない。ファゴットパートは独立している。当時、ファゴットは単にチェロやコントラバスへ重ねて奏されるのが普通で、ハイドンの初期から中期の交響曲ではパートは省略されている。そのため、作品年代を推定することが可能である。

## 楽曲構成
4つの楽章から成る。演奏時間はおよそ15分。
- 第1楽章 アレグロ・マエストーソ 4/4拍子 ヘ長調

- 第2楽章 アンダンテ 3/4拍子 変ロ長調

- 第3楽章 メヌエット 3/4拍子 ホ長調

- 第4楽章 アレグロ 2/4拍子 ホ長調

自筆譜は散逸している。本作の唯一の根拠資料は出版社のブライトコプフ・ウント・ヘルテルの文書保管庫にあったパート譜だったが、第二次世界大戦中に棄損されてしまった。
『旧モーツァルト全集』（1879年-1882年に出版）では41曲の番号付き交響曲に1番から41番までの番号が付けられた。番号付きでない交響曲には、交響曲第41番（1788年作曲）よりも以前の作品であるにもかかわらず42番から56番までの数字があてがわれることがある。この番号割り当てルールの下でK.76には第43番という番号が与えられている。

## 由来と作曲者
- オットー・ヤーンはモーツァルトの伝記の中で[2][3]、ブライトコプフ社の文書保管庫からモーツァルトの作品である20曲の交響曲が発見されたことに言及している。ルートヴィヒ・フォン・ケッヘルもこの見方に賛同しており、K.76をモーツァルトの真作であると考えていた。ヤーンの論評はヨハン・アンドレによる『モーツァルティアーナ・コレクション』に基づいていた。そこには前述の20曲のうち10曲が含まれており、それらがモーツァルト未亡人のコンスタンツェから直接送付されたものであることから真作であろうことが示唆された。さらにうち2曲がオペラ『ルーチョ・シッラ』 K.135と『シピオーネの夢』 K.126への序曲の管弦楽版であったため、他の作品も真作である可能性が高いことが見込まれた。ヤーンはK.76を「177?年」の作とし、一方ケッヘルは「おそらく1769年」の作とした。
- テオドール・ド・ウィゼバとジョルジュ・ド・サン＝フォワはこの交響曲の作曲時期を1766年12月1日から1767年3月1日までとした[4]。彼らは本作を『第一戒律の責務』 K.35への序曲や他のモーツァルトの初期交響曲と比較し、K.76が書かれたのは序曲よりも前、おそらく1766年12月だろうと結論付けた。彼らの考えでは本作は「モーツァルトが大旅行で学んだことを証明するため、教師や同胞人から手厚く世話を受けながら書かれ」ている。しかし、ニール・ザスローはその解釈を「純然たる空想」であると考えている[1]。
- ヘルマン・アーベルトはウィゼバとサン＝フォワが記した類似性に疑念を抱いていた[3]。なぜならK.35への序曲は主要主題を基に展開されていたにもかかわらず、K.76では交響曲の主要主題から逸れて展開が行われるからである。終楽章にジャン＝フィリップ・ラモーの主題が引用されることは最初の大旅行の時期を示しているが、（後に）メヌエットが付け足されたことは南ドイツが作曲地であったことを物語っている[3]。
- アルフレート・アインシュタインは未熟な他の3つの楽章に比べてメヌエットは遥かに高い成熟度を示しているため、後年になって作曲されたものだろうと述べている[5]。ウィーン風の交響曲はほぼどんな場合も4つの楽章を持っており、モーツァルトは他の地域用に作曲した3楽章の交響曲に後からメヌエットとトリオを追加して適応させるということをしばしばしていたと思われる。従って、アインシュタインはメヌエットとトリオはウィーンへの旅行に際して作曲されたと結論を下した[1]。ケッヘル目録の第16版には時期について「1767年秋、ウィーンでの作曲とされる」と書かれている[6]。
- ゲルハルト・アルロッゲンとクリフ・エイセンは、その様式的な特徴からこの交響曲の本当の作曲者はレオポルト・モーツァルトではないかと考えている[7]。

ザスローはこの交響曲を「魅力的」、アンダンテは「刺激的」であるとし、メヌエットの「美しさ」を強調しているが、一方でスタンリー・セイディ（2006年）は全体的な「弱々しさ」、第2楽章のピッツィカートのパッセージを「扱いづらさ」、メヌエットの和声の「ぎこちなさ」について語っている。